# Чирчик Сергій Васильович
Сергій Васильович Чирчик — український науковець, дослідник у галузі вищої мистецької освіти, автор більше 120 наукових робіт, один з розробників галузевого стандарту вищої освіти за напрямом «Дизайн»(2016 р).

## Публікації
- Synthetic IR signature control using emissivity enhancement techniques. Proceedings of SPIE — The International Society for Optical Engineering, 2004, 5408, pp. 118–126
- Si infrared pixelless photonic emitter. Proceedings of SPIE — The International Society for Optical Engineering, 2005, 5957, pp. 1–7, 59570D
- Optically pumped Si emitting device for mid-infrared band. Proceedings of SPIE — The International Society for Optical Engineering, 2006, 6368, 636803
- Surface recombination velocity in Si wafers by photoinduced thermal emission. Applied Physics Letters, 2006, 89(5), 051909
- Cold Background Infrared Scene Simulation Device. Proceedings of SPIE — The International Society for Optical Engineering, 2006, 6208, 62080P
- Поверхнева рекомбінація носіїв заряду в структурах «нанокристали кремнію на кремнії». УФЖ, № 7, т.51, 2006, c. 715—717
- Механізм впливу випромінювання з області власного поглинання монокристалічного кремнію на його теплове випромінювання. Теорія і експеримент. Монографія — Ніжин: ТОВ "Видавництво «Аспект-Поліграф», 2008. — 128 с.
- Безконтактний спосіб вимірювання рекомбінаційних параметрів носіїв заряду в напівпровідниках. Наукові вісті НТУУ «КПІ», — 2009. — № 6. — С.10-16.
- Метод визначення рекомбінаційних параметрів в технологічних пластинах Si. Вісник Київського університету. Серія: Фізико-математичні науки. — 2010, — № 3. С. 229—232
- Математичне моделювання як засіб фундаменталізації і системності в професійній підготовці майбутніх дизайнерів. Вісник КНУКіМ: Зб. наук. пр. — вип. 22. — КНУКіМ. — Київ, 2010. — Серія «Педагогіка». — С. 94-97.
- Роль математичного моделювання у дизайні. Вісник ЧДПУ. — Вип.77 — Чернігів: ЧДПУ, 2010. — Серія «Педагогічні науки». — С. 346—349.
- Наука і дизайн-освіта (огляд). Вища школа — 2010. — № 11. — С. 87-93.
- Поняття «компетенція», «компетентність», «професійна компетентність» в науці як ціннісні орієнтири дизайн-освіти. Вісник Житомирського державного ун-ту імені Івана Франка. — № 54. — Житомир: ЖДУ, 2010. — С. 82–85.
- Математичне моделювання як засіб фундаменталізації і системності в професійній підготовці майбутніх дизайнерів. Становлення образотворчого мистецтва в сучасному соціокультурному просторі: Матеріали ІІІ Всеукраїнської науково-практичної конференції / Луганський державний інститут культури і мистецтв. — Луганськ, 2010. — С. 148—151.
- Компетентнісний підхід в дизайн-освіті. «Еліта і обдарованість: точки перетину»: Матеріали міжнародної науково-практичної конференції / Інститут обдарованої дитини НАПН України. — Київ, 2010. — С. 209—213.
- Акмеологічний підхід у професійній підготовці майбутніх дизайнерів. Вища школа — 2011. — № 5-6. — С. 33-38.
- Перспективи впровадження компетентнісного підходу в дизайн-освіті. Мистецтво і дизайн: традиції, пошук, перспективи: Матеріали Всеукраїнської науково-практичної конференції / Мистецький інститут художнього моделювання та дизайну ім. С. Далі. — Київ, 2011. — С. 97-102
- Склад і структура професійної компетенції дизайнера інтер'єру. Синергетика і творчість: Матеріали Всеукраїнської конференції / Інститут обдарованої дитини НАПН України. — Київ, 2011. — С. 270—284
- Деякі структурні особливості формування професійної компетентності майбутніх фахівців з дизайну. Мистецька освіта в правовому полі: стан, проблеми, шляхи вирішення: Збірник матеріалів всеукраїнської науково-практичної конференції, 3-4 листопада, 2011 р., м. Київ / Мистецький інститут художнього моделювання і дизайну імені Сальвадора Далі. — Київ, 2011. — 100 с. (с. 88-93)
- Express method of finding recombination parameters in technological silicon plates. Radioelectronics and Communications Systems, 2012, 55(3), pp. 136–139
- Negative residual infrared photoconduction in the p-SiGe/Si heterostructures with selectively doped quantum wells. Journal of Applied Physics, 2012, 112(8), 083715
- Зарубіжний досвід розвитку дизайн-освіти. Андрагогічний вісникс. Науковий електронний журнал. В.:ЖДУ ім. І. Франка, вип. 7, 2016 р., с. 193—203
- Структурні складові професійної компетентності дизайнера інтер'єру. Вища школа — 2012. — № 7. — С. 83-104.
- Проблема професійного становлення майбутніх дизайнерів у контексті креативного підходу. Нові технології навчання: Наук.-метод. зб. / Інститут інноваційних технологій і змісту освіти Міністерства освіти і науки, молоді та спорту України, Академія міжнародного співробітництва з креативної педагогіки. — Київ-Вінниця, 2012. — Вип. 71. — 296 с. (с.263-266)
- Пізнавальний інтерес як методологічний аспект професійного становлення майбутнього дизайнера. Вища школа — 2013. — № 2. — С. 73-79.
- Оптимізаційна модель оцінки рівня сформованості професійної компетентності дизайнера. Наукові записки. Серія «Психолого-педагогічні науки» (Ніжинський державний університет імені Миколи Гоголя) / за заг. ред. проф. Є. І. Коваленко. — Ніжин: НДУ ім. М. Гоголя, 2013. — № 5, c.77-79
- Методологія дизайн-проектування в контексті професійного становлення майбутнього дизайнера середовища. Вісник Харківської державної академії дизайну і мистецтв [Текст]: зб. наук. пр. / за ред. Даниленка В. Я. — Х.: ХДАДМ, 2013. — № 4, c. 4-9.
- Средства диагностики качества высшего образования по специальности «дизайн интерьера». Образовательно-инновационные технологии: теория и практика: монография / [М. П. Волощук, Б. Г. Еропкин, Ф. А. Ильясова и др.]; под общей ред. проф. О. И. Кирикова — Книга 22. — Москва: Наука: информ; Воронеж: ВГПУ, 2014. — 157 с. (глава V, с.70-83)
- Комплексный государственный экзамен как способ диагностики качества высшего дизайн-бразования. Сборник научных докладов. Педагогика 2014. Достижения, проекты, гипотезы (29.12.14 — 30.12.14) — Варшава-Краков: Sp. z o.o. «Diamond trading tour». — 2014. — 152 c. (c. 110—117)
- Методологічні аспекти підготовки дизайнерів інтер'єру. Освіта дорослих: теорія, досвід, перспективи: зб. наук. пр. / [редкол. Л. Б. Лук'янова (голова) та ін. ]; Ін-т пед. Освіти і освіти дорослих НАПН України. — К.; Луганськ: Вид-во «НОУЛІДЖ», 2014. — Вип. 1(8), с. 59-68.
- Оптимізаційна модель «Інтеграл компетентності дизайнера». Вища школа — 2014. — № 2. — с. 59-95.
- Позиціонування дипломного кваліфікаційного проекту у системі фахової підготовки за напрямом «дизайн». Педагогічні інновації: ідеї, реалії, перспективи. Збірник наукових праць. Випуск 12. В. М. Мадзігон (гол. редактор) та інші. — К.: Інформаційні системи, 2014. — 194 с. (с.108-111).
- Педагогічні інновації: ідеї, реалії, перспективи. Збірник наукових праць. Випуск 12. В. М. Мадзігон (гол. редактор) та інші. — К.: Інформаційні системи, 2014. — 194 с. (с.108-111).
- Структурно-логічна схема підготовки дизайнера інтер'єру. Вища школа — 2014. — № 10 (123). — с. 71-82.
- Позиціонування практики у системі фахової підготовки за напрямом «дизайн». Образование и эпоха (актуальная научная парадигма): монография / [В. Б. Атипин, О. Н. Балоян, С. А. Баляева и др.]; под. общей ред. проф. О. И. Кирикова. — Книга 5. Москва: Наука: информ; Воронеж: ВГПУ, 2015. — 241 с. (глава XII, с.200-210)
- Формування інноваційного освітнього середовища як фактору професійного становлення майбутніх дизайнерів інтер'єру. Вісник Чернігівського національного педагогічного університету імені Т. Г. Шевченка [Текст]. Вип.125 / Чернігівський національний педагогічний університет імені Т. Г. Шевченка; гол. ред. Носко М. О. — Чернігів: ЧНПУ, 2015. — 432 с. (Серія: Педагогічні науки), с. 41-45
- До проблеми діагностики якості вищої дизайн-освіти. Наукові записки. Серія «Психолого-педагогічні науки» (Ніжинський державний університет імені Миколи Гоголя) / за заг. ред. проф. Є. І. Коваленко. — Ніжин: НДУ ім. М. Гоголя, 2015. — № 3. — 195 с., c. 71-76
- Математичні передумови регресійного моделювання в оптимізаційній моделі «Інтеграл компетентності дизайнера». Проблеми освіти: Наук-метод. зб. / Інститут інноваційних технологій і змісту освіти МОН України. — Київ, 2015. — Вип. 85. — 238 с., с. 217—223
- Робота з обдарованими дітьми — від теорії до практики. Наукові записки Бердянського державного педагогічного університету. Серія: Педагогічні науки: зб. наук. пр. — Вип.3. — Бердянськ: ФОП Ткачук О. В., 2015.–454 с., с. 362—368
- Оцінка якості вищої дизайн-освіти. Вісник Чернігівського національного педагогічного університету імені Т. Г. Шевченка [Текст]. Вип.130 / Чернігівський національний педагогічний університет імені Т. Г. Шевченка; гол. ред. Носко М. О. — Чернігів: ЧНПУ, 2015. — 372 с. (Серія: Педагогічні науки), с. 106—110
- Conceptual model of professional training of future interior designers. Збірник наукових доповідей. «Педагогіка. Актуальні наукові дослідження. Теорія, практика» (30.03.15 — 31.03.15) — Познань — 152 c. (с.77-85)
- Conceptual provisions and scientific approaches to problem research. Science and Education a New Dimension. Pedagogy and Psychology, IV (49), Issue: 103, 2016. — P.27-32
- The composition and structure of interior designer professional competence. Herald pedagogiki. Nauka I Praktyka widanie specjalne — 08/2016. — № 17-18, — P. 66-71
- Foreign experience of design education. Modern Science — Moderní věda. — Praha. — Česká republika, Nemoros. — 2016. — № 6. — P.97-104
- Дизайн-проектування у системі професійної підготовки майбутнього дизайнера середовища. Вища школа — 2016. — № 2 (139), — с. 32-40.
- Світлодизайн: навчальний посібник. Київ: ДП "Вид. дім «Персонал», 2016
- Діагностика сформованості компетенцій у студентів у системі дизайн-освіти. Професійна мистецька освіта і художня культура: виклики ХХІ століття: матер. ІІ Міжнарод. наук.-практ. конф., 14–15 квіт. 2016 р. / МОН України, Київ, ун-т ім. Б. Гринченка та ін. ; за заг. ред. Огнев'юка В. О. — К. : Київ. ун-т. ім. Б. Гринченка, 2016. — 752 с., с.720–727
- Професійна підготовка дизайнерів інтер'єру: теорія, методика, практика. Професійна підготовка дизайнерів інтер'єру: теорія, методика, практика: монографія / С. В. Чирчик: наук. ред. д-р. пед. наук, проф. О. А. Дубасенюк. — Житомир: Вид-во. ЖДУ ім. І. Франка, 2017—464 с., іл
- Зарубіжний досвід становлення дизайн-освіти. Мистецька освіта: зміст, технології, менеджмент: зб. наук. пр. / МІХМД ім. С. Далі, ШТО НАПН України ; редкол. : В. Ф. Орлов (голова) Київ: Вид-во ТОВ «ТОНАР», 2017. Вип. 12. 292 с. (Серія: Пед. науки), с. 100—131.
- Organizational and methodological justification conditions of future interior designers’ professional training model. Herald pedagogiki. Nauka I Praktyka widanie specjalne — – 04/2017. — № 32-33. — P.75-80
- До питання становлення та розвитку поняття «інтер'єр». Вища школа. — 2018. — № 2(163). — С. 87–101.
- Світлодизайн у контексті сучасної наукової думки. Деміург: ідеї, технології, перспективи дизайну: наук. журн. Вип. 2 / М-во освіти і науки України, М-во культури України, Київ. нац. Ун-т культури і мистецтв. — Київ: Вид. центр КНУКіМ, 2018., с. 18-30.
- Освітлення як функціонально-художній засіб візуалізації. Вища школа. — 2018. — № 4. — С. 16–33.
- Оптимізаційна модель діагностики якості вищої освіти. Вища школа. — 2019. — № 9 (182). — С. 71–78.
- Професійна підготовка майбутніх дизайнерів як загально педагогічний феномен. Вища школа. — 2019. — № 7 (180). — С. 46–52.
- Light-technical equipment in the context of the objective-spatial environmental artistic expression the detection of the aptitude for the artistic designing in the ethnic style within the potential design specialists. Herald pedagogiki. Nauka i Praktyka — № 53 (03/2020). — P. 78-89.
- Silicon Photonic Infrared-Wave Emitter. Radioelectronics and Communications Systems, 2020, 63(11), pp. 606–613
- Investigation of Recombination Parameters of Nonequilibrium Charge Carriers in Si Technological Plates by Thermal Imaging Method. Radioelectronics and Communications Systems, 2020, 63(9), pp. 488–496
- Теоретичні засади професійної підготовки майбутніх дизайнерів (огляд). Вища школа. — 2020. — № 11 (195). — С. 54–66.
- До питання становлення професійної компетентності майбутніх дизайнерів. Вища школа. — 2020. — № 3 (188). — С. 93–106.
- Світлодизайн: навч. посіб. / С. В. Чирчик. — 2-ге вид. Київ: СТ-Друк, 2020
- Training of future teachers in innovative teaching methods in the process of teaching arts and crafts. Laplage em Revista (International), vol.7, n. 3D, Sept. -Dec. 2021, p. 1-7
- Сучасні наукові підходи до професійної підготовки майбутніх дизайнерів. Мистецька освіта: зміст, технології, менеджмент: зб. наук. пр. / Арт академія сучасного мистецтва ім. С. Далі, Інститут ПТО НАПН України ; редкол. : В. Ф. Орлов (голова) Київ: «Вид-во Людмила», 2021. Вип. 17. 251 с., с. 33-59

## Патенти
- Безконтактний спосіб визначення рекомбінаційних параметрів в напівпровідниках. Номер патенту: 15589 Опубліковано: 17.07.2006
- Спосіб пасивації поверхні монокристалічного кремнію. Номер патенту: 25457 Опубліковано: 10.08.2007
- Спосіб визначення рекомбінаційних параметрів в технологічних пластинах кремнію. Номер патенту: 53343 Опубліковано: 11.10.2010
- Спосіб визначення рекомбінаційних параметрів нерівноважних носіїв заряду в напівпровідниках. Номер патенту: 67186 Опубліковано: 10.02.2012